# Khaled Fadhel
Khaled Fadhel (29 de setembro de 1976) é um futebolista profissional tunisiano, goleiro, milita no US Monastir.

## Carreira
Jassem Khalloufi representou a Seleção Tunisiana de Futebol nas Olimpíadas de 2004.

## Títulos
- Copa das Nações Africanas: 2004